# Pribiš
Pribiš est une commune du district de Dolný Kubín, dans la région de Žilina, en Slovaquie.

## Histoire
La première mention écrite de la localité date de 1567.

## Démographie

### Évolution de la population
| Année:               | 1994. | 2004. | 2014.   | 2024. |
| -------------------- | ----- | ----- | ------- | ----- |
| Nombre de personnes: | 474   | 474   | 450     | 468   |
| Différence:          |       | +0 %  | -5,06 % | +4 %  |

| Année:               | 2023. | 2024.   |
| -------------------- | ----- | ------- |
| Nombre de personnes: | 470   | 468     |
| Différence:          |       | -0,42 % |